# Alabama Shakes
Alabama Shakes var ett amerikanskt rockband bildat 2009 i Athens i Alabama. Gruppen bestod av sångerskan Brittany Howard, gitarristen Heath Fogg, basisten Zac Cockrell, keyboardisten Ben Tanner och trummisen Steve Johnson. Vid Grammy Awards 2013 nominerades bandet för första gången i kategorierna Best New Artist, Best Rock Performance för låten "Hold On" och Best Recording Package för debutalbumet Boys & Girls. Bandet kom sedan att vinna fyra Grammys åren 2014–2018.
Bandet tog en paus 2018 vilket ledde till att såväl Howard som Fogg solodebuterade. Trummisen Johnson dömdes 2020 till fängelse för misshandel av sin före detta hustru.

## Diskografi
Album
- 2012 – Boys & Girls
- 2015 – Sound & Colour

EP
- 2011 – Alabama Shakes EP
- 2012 – Heavy Chevy
- 2013 – iTunes Session

Singlar
- 2012 – "Hold On"
- 2012 – "You Ain't Alone"
- 2012 – "I Ain't the Same"
- 2013 – "Hang Loose"
- 2015 – "Don't Wanna Fight"
- 2015 – "Gimme All Your Love"
- 2015 – "Future People"
- 2015 – "Sound & Color"
- 2015 – "Joe (Live From Austin City Limits)"